# Tiranosaurio (novela)
Tiranosaurio (Tyrannosaur Canyon) es una novela de intriga y ciencia ficción del escritor estadounidense Douglas Preston, publicada originariamente en 2005. En ella, Preston desarrolla el personaje que aparecía en su anterior novela El códice maya, Tom Broadbent el cual se verá envuelto en una trata de intriga y acción cuando descubre un cadáver no muy lejos de su casa en Nuevo México. Durante la novela la acción se dirige hacia la búsqueda del esqueleto fosilizado de un Tiranosaurio que murió en un específico momento lo cual lo hace de incalculable valor económico y científico. Tom Broadbent y su esposa cuentan con la ayuda de Wyman Ford, monje y antiguo agente de la CIA que perdió a su mujer en trágicas circunstancias.
- Datos: Q841540